# Martin van Treeck
Martin Schulz van Treeck (* 16. November 1928 in Berlin; † 19. Oktober 1999 in Saint-Michel en Charente) war ein deutscher Architekt.

## Leben
Schulz van Treeck war Schüler des polnischstämmigen Architekten Jean Ginsberg.
Da Schulz van Treeck sich mehr für die Form des Raumes als für das architektonische Objekt interessierte, verwendete er zur Visualisierung der geplanten Gebäude ein von ihm selbst entwickeltes Hilfsmittel, das sogenannte Relatoskop.

## Werke
- In Laval: der Murat-Komplex, das Gebäude La Charmille, Rue des Étaux, und die Gestaltung des Stadteingangs auf der Seite des Tour Rennaise.
- Orgues de Flandre